# Heilig-Kreuz-Kirche (Wimpasing)
Koordinaten: 48° 29′ 46,7″ N, 11° 46′ 45,1″ O
Die Heilig-Kreuz-Kirche ist die katholische Dorfkirche von Wimpasing, einem Ortsteil der Gemeinde Attenkirchen in Oberbayern. Sie trägt das Patrozinium der Kreuzauffindung und ist eine Filialkirche der Pfarrei St. Johannes Baptist Attenkirchen im Pfarrverband Holledau (Erzbistum München und Freising).
Ein erstes Gotteshaus wird 1315 in der Matrikel des Freisinger Bischofs Konrad III. des Sendlingers erwähnt. Die heutige Kirche wurde im 16. Jahrhundert auf einem rechteckigen Grundriss ohne Apsis errichtet. Sie besitzt einen Dachreiter mit einer Glocke. In den 1990er-Jahren wurde das Gebäude zuletzt renoviert. 
Auf dem Altar steht ein Kruzifix aus dem 12. oder der ersten Hälfte des 13. Jahrhunderts. Es zeigt eine 62 Zentimeter hohe bemalte Holzfigur Jesu im Stil der Romanik mit parallel zueinander stehenden Füßen. Entgegen späteren Darstellungen biegt sein Körper hier noch nicht zur Seite aus. Dieses Kreuz könnte auf eine frühe Entstehung der Kirche hinweisen. 
Die Kirche besitzt einen Rokokoaltar von 1761, flankiert von Skulpturen des heiligen Sebastian und des heiligen Nikolaus, die im 18. Jahrhundert entstanden, wie auch Darstellungen des heiligen Florian und des heiligen Isidor. Eine kniende Figur der heiligen Maria Magdalena könnte der Freisinger Bildhauer Tobias Schmid um 1626 geschnitzt haben. Eine Pietà an der linken Seitenwand der Kirche ist ein Meisterwerk aus der Zeit um 1660. Der Kreuzweg gehört wohl in die Zeit um 1770.